# Gordon Douglas Rowley
Pour les articles homonymes, voir Rowley.
Gordon Douglas Rowley, né le 31 juillet 1921 et mort le 12 août 2019, est un botaniste britannique et auteur de nombreux ouvrages sur les cactus et autres plantes succulentes. On lui doit plus de 1 300 descriptions d'espèces de plantes